# Deh Gorjī
Deh Gorjī (persiska: ده گرجی) är en ort i Iran.   Den ligger i provinsen Västazarbaijan, i den nordvästra delen av landet, 600 km väster om huvudstaden Teheran. Deh Gorjī ligger 1 392 meter över havet och antalet invånare är 522.
Terrängen runt Deh Gorjī är huvudsakligen kuperad, men åt nordväst är den platt. Runt Deh Gorjī är det ganska tätbefolkat, med 104 invånare per kvadratkilometer. Närmaste större samhälle är Naqadeh, 18,0 km öster om Deh Gorjī. Trakten runt Deh Gorjī består till största delen av jordbruksmark.